# Teka (equipo ciclista)
El Grupo Deportivo Teka fue un equipo español de ciclismo profesional, afincado en Cantabria, activo entre los años 1976 y 1990, y patrocinado por la marca de electrodomésticos Teka. El gerente del equipo fue Santiago Revuelta. El equipo fue uno de los clásicos del ciclismo mundial de los años 1980 junto al Reynolds y al Kas.
El equipo, con directores deportivos como San Emeterio, Perurena o González Linares, y ciclistas como Gonzalo Aja, Marino Lejarreta, Alberto Fernández, Reimund Dietzen o Alfonso Gutiérrez, llegó a ser uno de los más combativos del pelotón. Después de cerca de 500 victorias y 16 años, una caída en la Vuelta a España de 1990 que retiró prematuramente del ciclismo a su líder (Dietzen), y la falta de un repuesto sólido de cara al Tour de Francia de ese año hizo que la multinacional retirase su patrocinio al equipo ciclista (de más de 200 millones de pesetas) para centrarse en la sección de balonmano.

## Historia

### Inicios

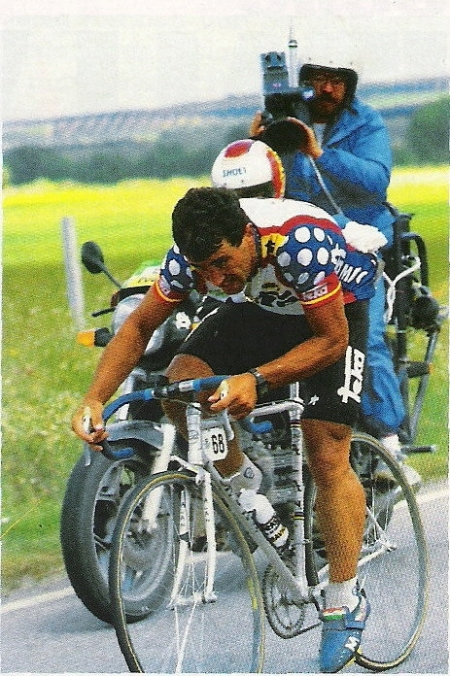
Ángel José Sarrapio.

En 1976 la empresa de electrodomésticos Teka, cuya sede está situada en Cajo (Santander), decidió patrocinar a un equipo ciclista profesional.

### 1986

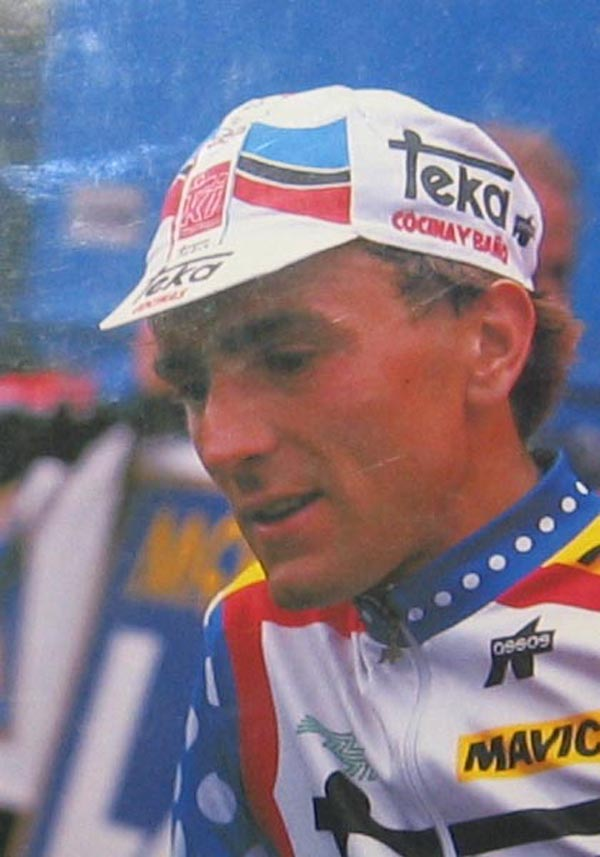
Malcolm Elliott.

Para comenzar la temporada se realizó la presentación del equipo, y por primera vez fuera de Santander, en Marbella, ya que unos días después iban a disputar la Ruta Ciclista del Sol. Contaban con el mayor presupuesto de su historia y un total de 24 corredores, con once fichajes, entre los que destacaban Eduardo Chozas, Antonio Agudelo, Manuel Cárdenas y Luis Enrique Murillo.
En febrero Alfonso Gutiérrez ganó el Critérium Internacional de Albacete, que formaba parte de la Semana lnternacional de la Comunidad Valenciana. También disputaron la Vuelta a la Comunidad Valenciana, en la que Jesús Blanco Villar estuvo a punto de ganar por segundo año consecutivo. Sin embargo, fue sancionado por ser remolcado por su coche de equipo y finalizó en segundo lugar tras Bernard Hinault. En abril, el equipo fue el primero por equipos en la Vuelta al País Vasco, siendo su corredor mejor clasificado Etxabe en tercera posición a 1:08 minutos de Sean Kelly. Pocos días antes Etxabe había revalidado su título en la Clásica de Primavera, imponiéndose por delante de Marino Lejarreta y de su compañero de equipo Peter Hilse.
En septiembre el equipo disputó la Volta a Cataluña y Federico Etxabe se adjudicó la sexta etapa entre Manresa y Hospitalet. Este mes se anunció la marcha de varios corredores del equipo, como los hermanos Díaz Zabala, Ángel Ocaña y Pacheco, mientras Leanitzbarrutia fichó por el Teka desde el Fagor.
Para terminar la temporada El Mundo Deportivo organizó la I Noche de Ciclismo, en la cual se premió al Teka como mejor equipo profesional del año. Poco después Alfonso Gutiérrez ganó la tercera edición del trofeo Superciclista, premio otorgado por la revista "El Ciclista" al mejor corredor de la temporada. El equipo Teka, por su parte, recibió el premio al mejor equipo de la temporada, título que revalidó.

### 1987
En la Vuelta al Camp de Morvedre realizó una escapada Acacio da Silva y consiguió el premio de los sprints especiales.

## Corredor mejor clasificado en las Grandes Vueltas
| Año  | Giro de Italia           | Tour de Francia                | Vuelta a España          |
| ---- | ------------------------ | ------------------------------ | ------------------------ |
| 1976 | 14.º Julián Andiano      | -                              | 7.º Joaquim Agostinho    |
| 1977 | 16.º Gonzalo Aja         | 13.º Joaquim Agostinho         | 2.º Miguel Mari Lasa     |
| 1978 | 16.º Pedro Torres Cruces | 18.º Antonio Menéndez González | 4.º Eulalio García       |
| 1979 | -                        | 83.º Andrés Oliva              | 4.º Manuel Esparza       |
| 1980 | -                        | 17.º Bernard Thévenet          | 5.º Marino Lejarreta     |
| 1981 | -                        | 21.º Alberto Fernández Blanco  | -                        |
| 1982 | -                        | 10.º Alberto Fernández Blanco  | 1.º Marino Lejarreta     |
| 1983 | -                        | -                              | 17.º Faustino Cueli Arce |
| 1984 | -                        | 8.º Pedro Muñoz Machín         | 3.º Reimund Dietzen      |
| 1985 | -                        | -                              | 7.º Reimund Dietzen      |
| 1986 | -                        | 14.º Eduardo Chozas            | 4.º Reimund Dietzen      |
| 1987 | -                        | 25.º Eduardo Chozas            | 2.º Reimund Dietzen      |
| 1988 | -                        | 35.º Jesús Blanco Villar       | 2.º Reimund Dietzen      |
| 1989 | -                        | -                              | 21.º Enrique Aja         |
| 1990 | -                        | -                              | 35.º Nico Emonds         |

## Principales corredores
| - Miguel Maria Lasa (1977-1978) - Klaus-Peter Thaler (1977-1980) - Domingo Perurena (1979) - José Pesarrodona (1979) - Marino Lejarreta (1980-1982) - Alberto Fernández Blanco (1980-1982) - Federico Echave (1981-1986) - Jesús Rodríguez Magro (1987) - Jesús Blanco Villar (1982-1988) - Alfonso Gutiérrez (1983-1989) - Reimund Dietzen (1983-1990) - Peter Hilse (1985-1990) - Malcolm Elliott (1989-1990) | - Noël Dejonckheere - Eduardo Chozas - Enrique Aja - Marino Alonso - Jorge Ruiz Cabestany - Agustín Tamames - Bernard Thévenet - Eulalio García - Antonio Agudelo - Manuel Cárdenas - Joaquim Agostinho - Patrocinio Jiménez - Edgar Corredor |

## Palmarés

### Por equipos
- Vuelta a España: 1977 y 1984
- Vuelta a Levante: 1976[13]
- Vuelta a Lérida: 1977[14]
- Vuelta a Cantabria: 1978,[15] 1981,[16] 1982,[17] 1985[18] y 1986[19]
- Vuelta al País Vasco: 1980, 1981 y 1986
- Volta a Cataluña: 1980[20]
- Vuelta a los Valles Mineros: 1980[21] y 1985[22]
- Vuelta a Castilla: 1981[23]
- Vuelta a Burgos: 1984[24]
- Vuelta a Murcia: 1988 y 1989
- Subida al Naranco: 1981[25]

### Individual
| - 1976: - Vuelta a Levante: Gonzalo Aja - 1977: - Campeonato de España en ruta: Manuel Esparza - Campeonato de Alemania de ciclo-cross: Klaus-Peter Thaler - Vuelta a Lérida: Pedro Larrinaga - Tres Días de Leganés: Francisco Javier Elorriaga - Memorial Santisteban: Gonzalo Aja - GP Julien Cajot: Klaus-Peter Thaler - GP de Caboalles de Abajo: Francisco Javier Elorriaga - 1978: - Challenge Costa de Azahar: Eulalio García - Trofeo Luis Puig: Francisco Javier Elorriaga - G.P. Botella: Francisco Javier Elorriaga - Alcora : Miguel María Lasa Urquía - Alquerías del Niño Perdido : Miguel María Lasa Urquía - Benicasim : Eulalio García Pereda - San Mateo : Eulalio García Pereda - G.P. de Valencia: Javier Francisco Elorriaga - Castellón: Eulalio García Pereda - GP Navarra: Miguel María Lasa Urquía - Prueba Villafranca de Ordizia: Miguel María Lasa Urquía - Trofeo Masferrer: Miguel María Lasa Urquía - 1979: - Challenge Costa de Azahar: Noël Dejonckheere - Trofeo Luis Puig: Antoine Gutiérrez - Tres Días de Leganés: José Luis Viejo Gómez - GP Pascuas: Manuel Esparza Sanz - Clásica de Sabiñánigo: Andrés Oliva Sánchez - Trofeo Peña Hermanos Manzaneque: Francisco Javier Cedena Martínez - Trofeo Masferrer: Antoine Gutiérrez - 1980: - Volta a Cataluña: Marino Lejarreta - Vuelta al País Vasco: Alberto Fernández - Vuelta a los Valles Mineros: Alberto Fernández - Gran Premio dell'Epifania: Klaus-Peter Thaler - Campeonato de Alemania de ciclo-cross: Klaus-Peter Thaler - Vuelta a las Tres Provincias: Klaus-Peter Thaler - GP Pascuas: Enrique Martínez Heredia - Trofeo del Ausente: Alberto Fernández Blanco - Trofeo Hermamdad de Labradores: Bernardo Alfonsel López - San Fernando de Henares: José Luis Viejo Gómez - Villafranca de Ordizia : Ismael Lejarreta Arrizabalaga - Clásica de Sabiñánigo: José Luis Viejo Gómez - Saint-Martin-de-Landelles: Bernard Thevenet - Trofeo Peña Hermanos Manzaneque: Félix Pérez Moreno - Usera : Francisco Javier Cedena Martínez - Escalada Ciclista a Montjuic: Marino Lejarreta Arrizabalaga - Carrera de los seis días: Bernard Thevenet - 1981: - Vuelta a Castilla: Alberto Fernández - Vuelta a Valencia: Alberto Fernández - Vuelta a los Valles Mineros: Alberto Fernández - Clásica de San Sebastián: Marino Lejarreta - Subida al Naranco: Marino Lejarreta - Challenge Costa de Azahar: José Luis Viejo - Trofeo Luis Puig: Noël Dejonckheere - Campeonato de España en ruta: Eulalio García - GP Navarra: Eulalio García Pereda - GP Raf Jonckheere: Noël Dejonckheere - 1982: - Vuelta a España: Marino Lejarreta - Vuelta a Cantabria: Marino Lejarreta - Vuelta a Castilla: Marino Lejarreta - Volta a Cataluña: Alberto Fernández Blanco - Vuelta a La Rioja: Marino Lejarreta - Clásica de San Sebastián: Marino Lejarreta - Campeonato de España en ruta: Felipe Yáñez - Escalada Ciclista a Montjuic: Marino Lejarreta | - 1983: - Vuelta a Valencia: Reimund Dietzen - Vuelta a los Valles Mineros: Felipe Yáñez - Trofeo Luis Puig: Noël Dejonckheere - Challenge Costa de Azahar: Noël Dejonckheere - Memorial Rodríguez Inguanzo: Federico Etxabe - Ciclo-cross de Trier: Reimund Dietzen - 1984: - Vuelta a Burgos: Federico Etxabe - 1.er Neoprofesional Vuelta a España: Edgar Corredor - Grand Prix du Nouvel-An de ciclo-cross: Reimund Dietzen - Campeonato de Alemania de ciclo-cross: Reimund Dietzen - Trofeo Luis Puig: Noël Dejonckheere - Ronde van Limburg: Noël Dejonckheere - Dilsen: René Martens - 1985: - Vuelta a la Comunidad Valenciana: Jesús Blanco Villar - Vuelta a Castilla y León: Jesús Blanco Villar - Vuelta a los Valles Mineros: José Ángel Sarrapio - Clásica de Primavera: Federico Etxabe - Trofeo Luis Puig: Noël Dejonckheere - Campeonato de Alemania de ciclo-cross: Reimund Dietzen - Memorial Rodríguez Inguanzo: Noël Dejonckheere - Trofeo Masferrer: Noël Dejonckheere - 1986: - Critérium Internacional de Albacete: Alfonso Gutiérrez - Vuelta a Castilla y León: Alfonso Gutiérrez - Clásica de Primavera: Federico Etxabe - Campeonato de España en ruta: Alfonso Gutiérrez - Memorial Rodríguez Inguanzo: Peter Hilse - Barcelona - Andorra: Peter Hilse - 1987: - Vuelta a Castilla y León: Alfonso Gutiérrez - Vuelta a La Rioja: Reimund Dietzen - Subida al Naranco: Peter Hilse - Memorial Rodríguez Inguanzo: José Ángel Sarrapio - Schorndorf: Reimund Dietzen - 1988: - Tour de Vendée: Alberto Leanizbarrutia - Vuelta a Castilla y León: Reimund Dietzen - Vuelta a Murcia: Carlos Hernández - Subida al Naranco: Marino Alonso - Memorial Rodríguez Inguanzo: Enrique Alberto Aja Cagigas - GP Kanton Zürich: Leo Schönenberger - 1989: - Vuelta a La Rioja: Enrique Aja - Vuelta a Murcia: Marino Alonso - Semana Catalana: Reimund Dietzen - Subida al Naranco: Peter Hilse - Memorial Rodríguez Inguanzo: Mariano Sánchez Martínez - Trofeo Comunidad Foral de Navarra: Mariano Sánchez Martínez - Vuelta a los Tres Cantos: Mariano Sánchez Martínez - 1990: - Vuelta a Aragón: Nico Emonds - Vuelta a Cantabria: Peter Hilse - Trofeo en Sint-Truiden: Nico Emonds - Trofeo en Izegem: Nico Emonds - Trofeo Masferrer: Enrique Aja Cagigas |

## Directores deportivos y asistentes
Directores deportivos del Grupo Deportivo Teka durante su historia:
| Período | Director deportivo            | Asistente                           |
| ------- | ----------------------------- | ----------------------------------- |
| 1976    | Julio San Emeterio            |                                     |
| 1977-78 | Julio San Emeterio            | Miguel Moreno                       |
| 1979    | Julio San Emeterio            | Miguel Moreno y José Antonio Pontón |
| 1980    | Txomin Perurena               | José Antonio Pontón                 |
| 1981-82 | Txomin Perurena               | Antonio Barrutia                    |
| 1983    | José Antonio González Linares | Antonio Barrutia                    |
| 1984    | Luis Ocaña                    | José Antonio González Linares       |
| 1985    | José Antonio González Linares |                                     |
| 1986    | José Antonio González Linares | Julio San Emeterio                  |
| 1987    | José Antonio González Linares | Julio San Emeterio y Emilio Cruz    |
| 1988-90 | José Antonio González Linares | Julio San Emeterio                  |